# Sara Doron
Sara Doron (hebr.: שרה דורון, ang.: Sarah Doron, ur. 20 maja 1922 w Kownie, zm. 3 listopada 2010 w Tel Awiwie) – izraelska działaczka społeczna i polityk, w latach 1983–1984 minister bez teki, w latach 1977–1992 poseł do Knesetu z listy Likudu.

## Życiorys
Urodziła się 20 maja 1922 w Kownie, ówczesnej stolicy Litwy. W 1933 wyemigrowała do stanowiącej brytyjski mandat Palestyny. W Tel Awiwie ukończyła szkołę średnią.
Działała w ruchu skautowskim. Była członkiem rady miejskiej Tel Awiwu i przewodniczącą miejskiej komisji edukacji. Była także przewodniczącą rady dyrektorów funduszu edukacyjnego Gahelet oraz organizacji liberalnych kobiet. Działała także w największej izraelskiej organizacji opieki zdrowotnej Kupat Holim Maccabi, której przewodniczącą była w latach 1988–2010. W sierpniu 2010 została jej honorową przewodniczącą.
W polityce związała się z Partią Liberalną, a po jej połączeniu z Herutem i innymi partiami została działaczką Likudu. W wyborach parlamentarnych w 1977, które pierwszy raz w historii kraju przyniosły zwycięstwo prawicy, dostała się do izraelskiego parlamentu z listy tego ugrupowania. W dziewiątym Knesecie przewodniczyła podkomisji ds. zamknięcia szpitala położniczego w Tel Awiwie oraz zasiadała w komisjach pracy i polityki społecznej oraz edukacji i kultury. W 1981 uzyskała reelekcję, a w Knesecie X kadencji była członkiem trzech komisji parlamentarnych: spraw wewnętrznych i środowiska; pracy i polityki społecznej oraz budownictwa.
5 lipca 1983 została dokooptowana do drugiego rządu Menachema Begina jako minister bez teki. Pozostała na stanowisku również po zmianie premiera i powołaniu 10 października rządu Icchaka Szamira. Funkcję pełniła do końca kadencji rządu – 13 września 1984. Zajmowała się sprawami równościowymi i prawami kobiet. Za swoją działalność była chwalona przez organizacje kobiece. Była trzecią kobietą, która została ministrem w izraelskim rządzie – po Goldzie Meir (1949) oraz Szulammit Alloni (1974).
Po raz trzeci zdobyła mandat poselski w wyborach w sierpniu 1984. W jedenastym Knesecie zasiadała w komisjach: spraw zagranicznych i obrony; spraw gospodarczych oraz budownictwa. Po reelekcji w 1988 w kolejnej kadencji parlamentu stała na czele komisji specjalnej ds. statusu kobiet. Należała także do komisji budownictwa oraz spraw zagranicznych i obrony. W 1991 była członkiem izraelskiej delegacji na konferencję pokojową w Madrycie, która miała być pierwszym krokiem ku rozwiązaniu konfliktu izraelsko-palestyńskiego. W 1992 utraciła miejsce w parlamencie.
Zmarła 3 listopada 2010 w Tel Awiwie, w wieku osiemdziesięciu ośmiu lat. Została pochowana na cmentarzu Jarkon w Tel Awiwie.

## Życie prywatne
Z mężem Aharonem miała córkę Dafnę, doczekała się dwojga wnuków.